# St. Kilian (Bad Heilbrunn)

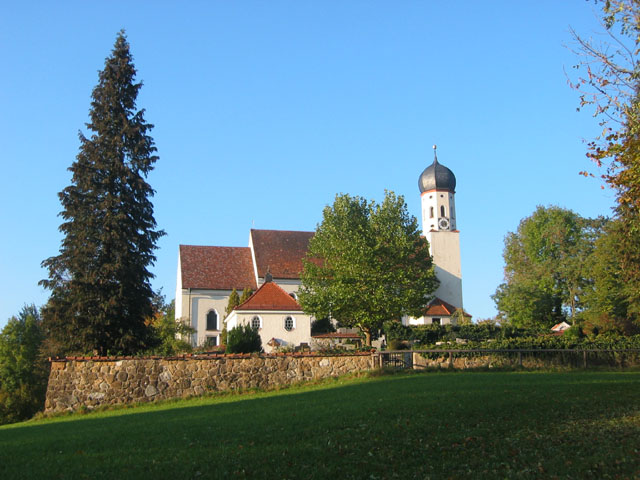
St. Kilian in Bad Heilbrunn

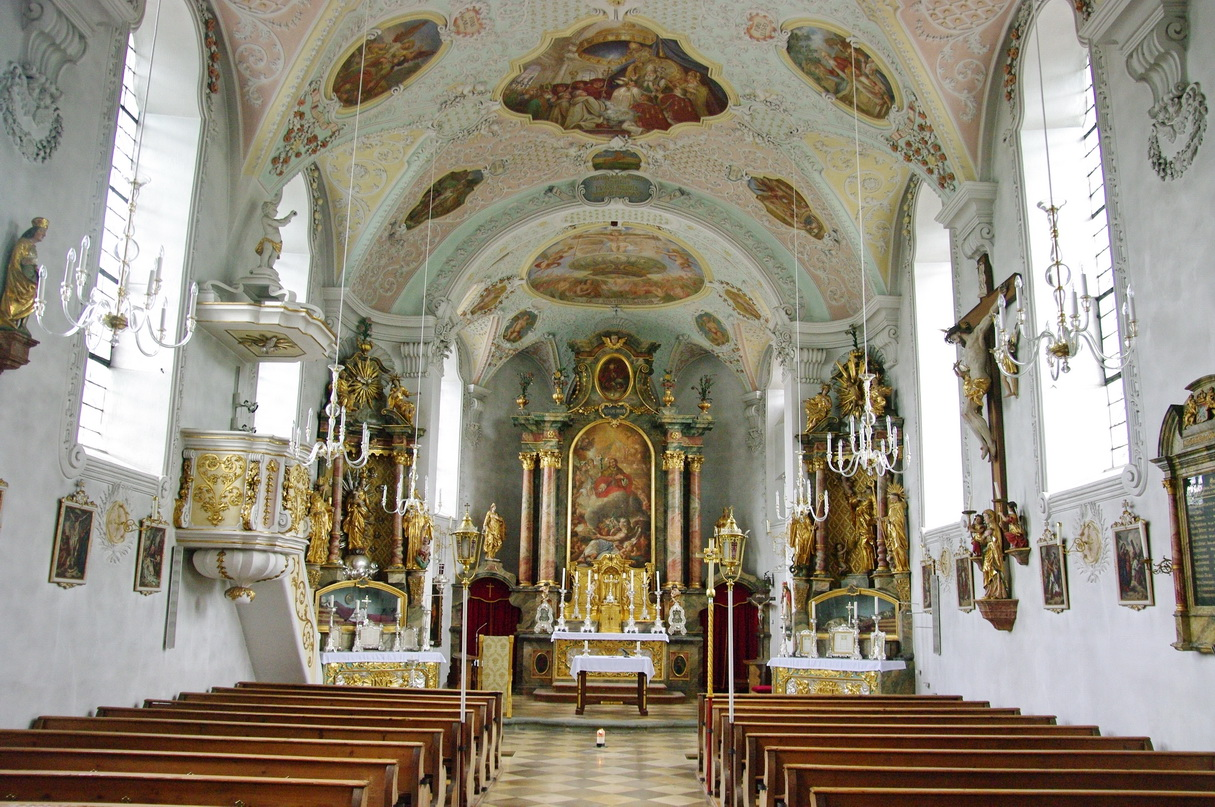
Innenansicht mit Blick zur Apsis

St. Kilian ist die katholische Pfarrkirche von Bad Heilbrunn in Oberbayern. Der spätbarocke Kirchenbau im damaligen Steinbach (der Ort wurde erst 1934 in Bad Heilbrunn umbenannt) wurde in den Jahren 1726/27 an der Stelle eines spätromanischen, 1253 geweihten Vorgängers errichtet.
Die Kirche ist in mehrfacher Hinsicht auf die seit 1159 bezeugte Heilquelle bezogen. Sie steht in unmittelbarer Nachbarschaft auf einer kleinen Anhöhe über der Quelle. Der romanische Vorgängerbau (unter dem Chor der heutigen Kirche nachgewiesen) war auf die Quelle ausgerichtet. Das für Oberbayern ungewöhnliche Kilianspatrozinium ist wohl durch dessen Rolle als Patron von Quellen zu erklären. Und schließlich ist auch das Freskenprogramm – abgesehen von den Darstellungen aus dem Leben des Kirchenpatrons – durch eine gelehrte Themenzusammenstellung auf den Quellenbezug abgestimmt. Die Fresken stammen großteils erst von 1882 und 1936, behalten aber die Kompositionen von Lukas Zais (1726) bei.
Bauherr des Neubaus von 1726/27 war das Kloster Benediktbeuern unter Abt Magnus Pachinger, aus dessen Kollegium mit Michael Ötschmann auch der Architekt stammte. Die Bauausführung erfolgte durch die Handwerkerfamilie Hainz aus dem Nachbarort Bichl. Die Fresken schuf der Benediktbeurer Mönch Lukas Zais. Er erinnerte dabei in vielen Motiven an die nahegelegene Heilquelle: Unter anderem ist der gekreuzigte Christus in der Chorkuppel als Gnadenbrunnen dargestellt, die Malereien in den Gewölbezwickeln des Langhauses zeigen biblische Motive wie die Frau am Jakobsbrunnen, die lebenspendende Quelle, Hagars Wasserfund in der Wüste, Rechtsprechung an einer Quelle oder Elischas Quellenheilung. Neben dem umfangreichen Freskenschmuck ist die Kirche reich mit spätbarocken, in einigen Fällen spätgotischen, Plastiken ausgestattet. Der ansonsten bis heute unveränderte Bau wurde 1931/1932 im Westen erweitert, im Innenraum fügte Otto Grassl (München) im Jahr 1940 Kreuzwegmotive im barocken Stil hinzu.
Organisatorisch war die Kirche bis 1803 eine Filialkirche der Pfarrei des Klosters Benediktbeuern. Nach der Säkularisation wurde sie 1806 eigenständige Pfarrei. Das Kirchengebäude und das danebenstehende Pfarrhaus sind als Baudenkmäler in der Bayerischen Denkmalliste aufgeführt.

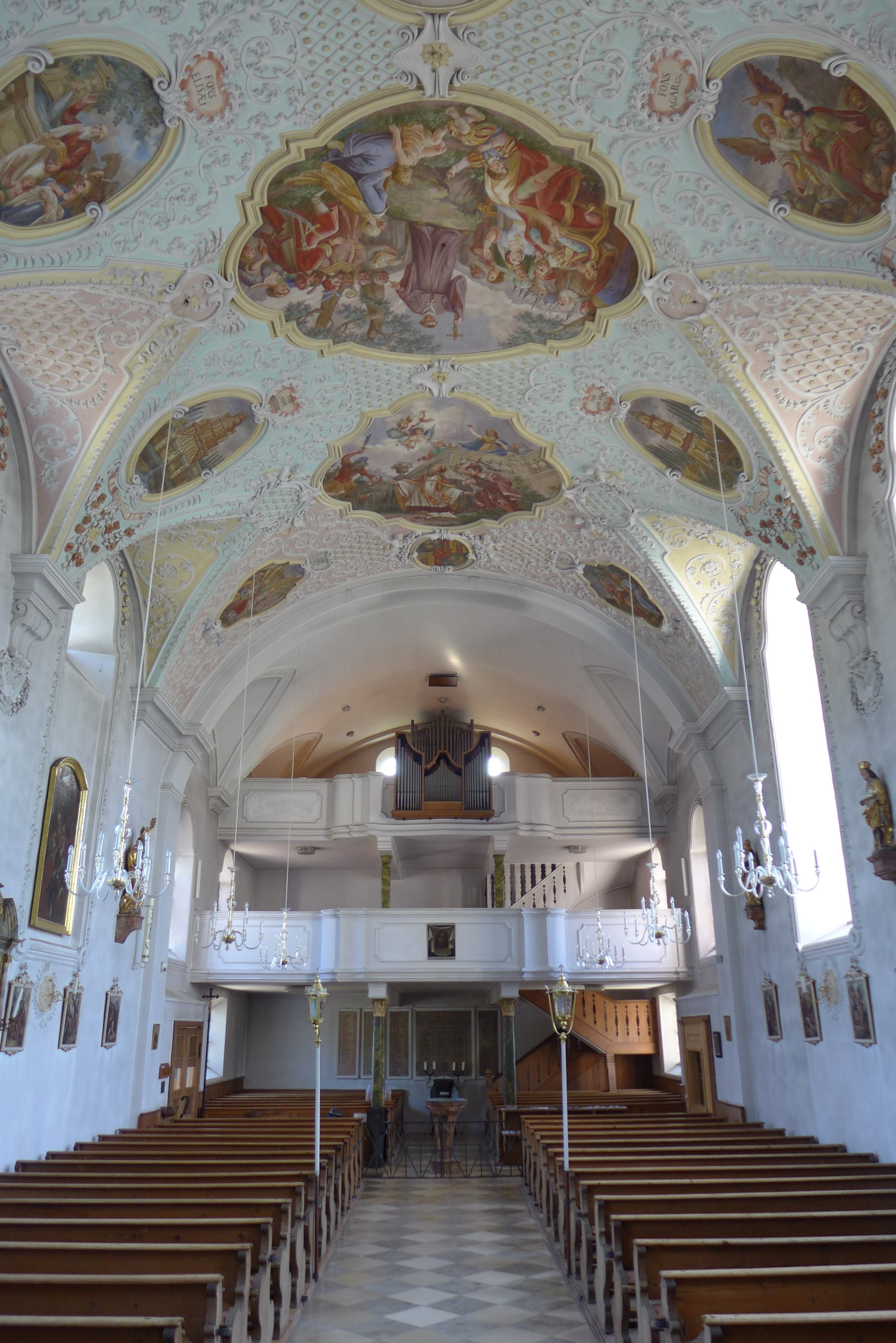
Inneres mit Blick zur Empore
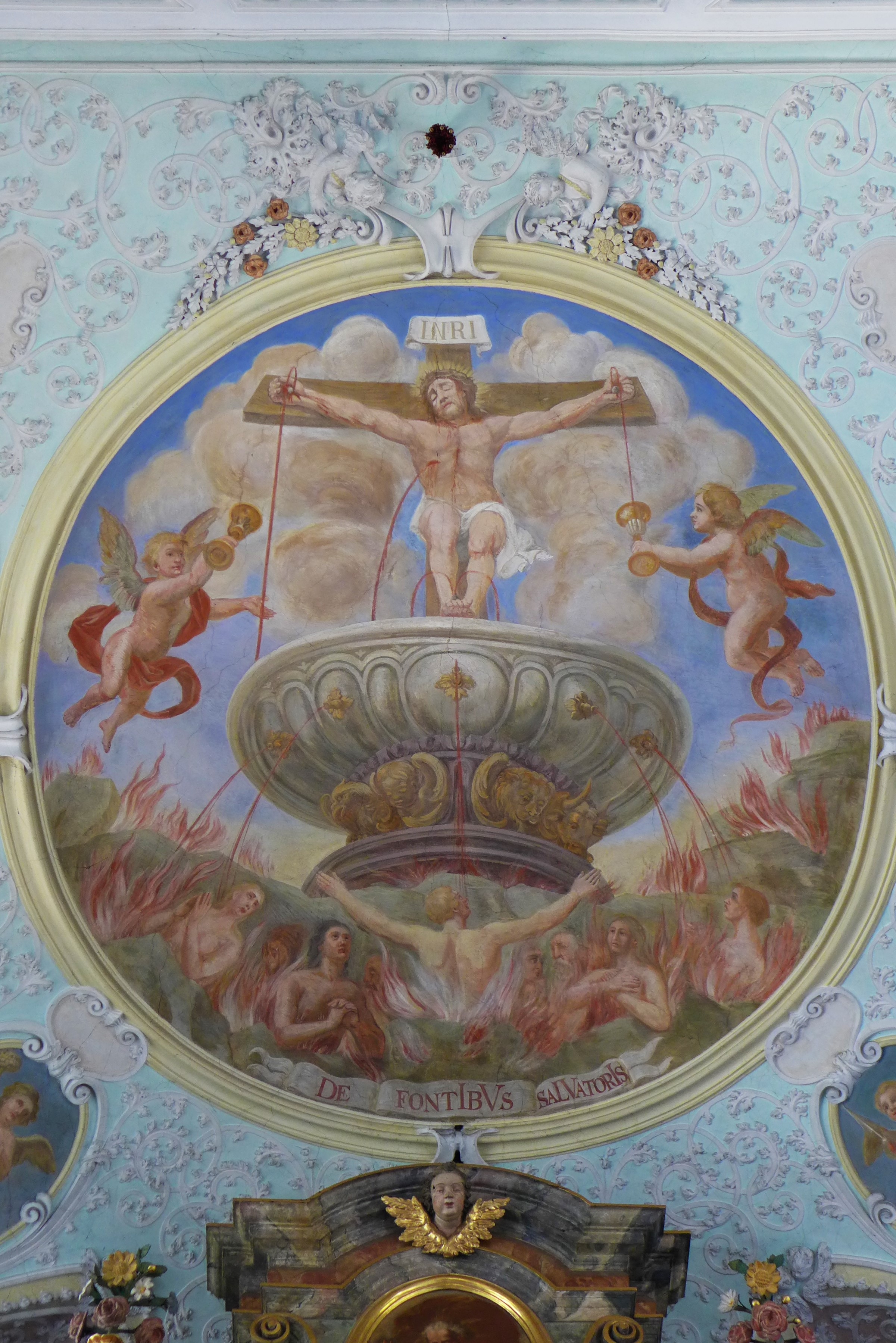
Deckengemälde über dem Hochaltar
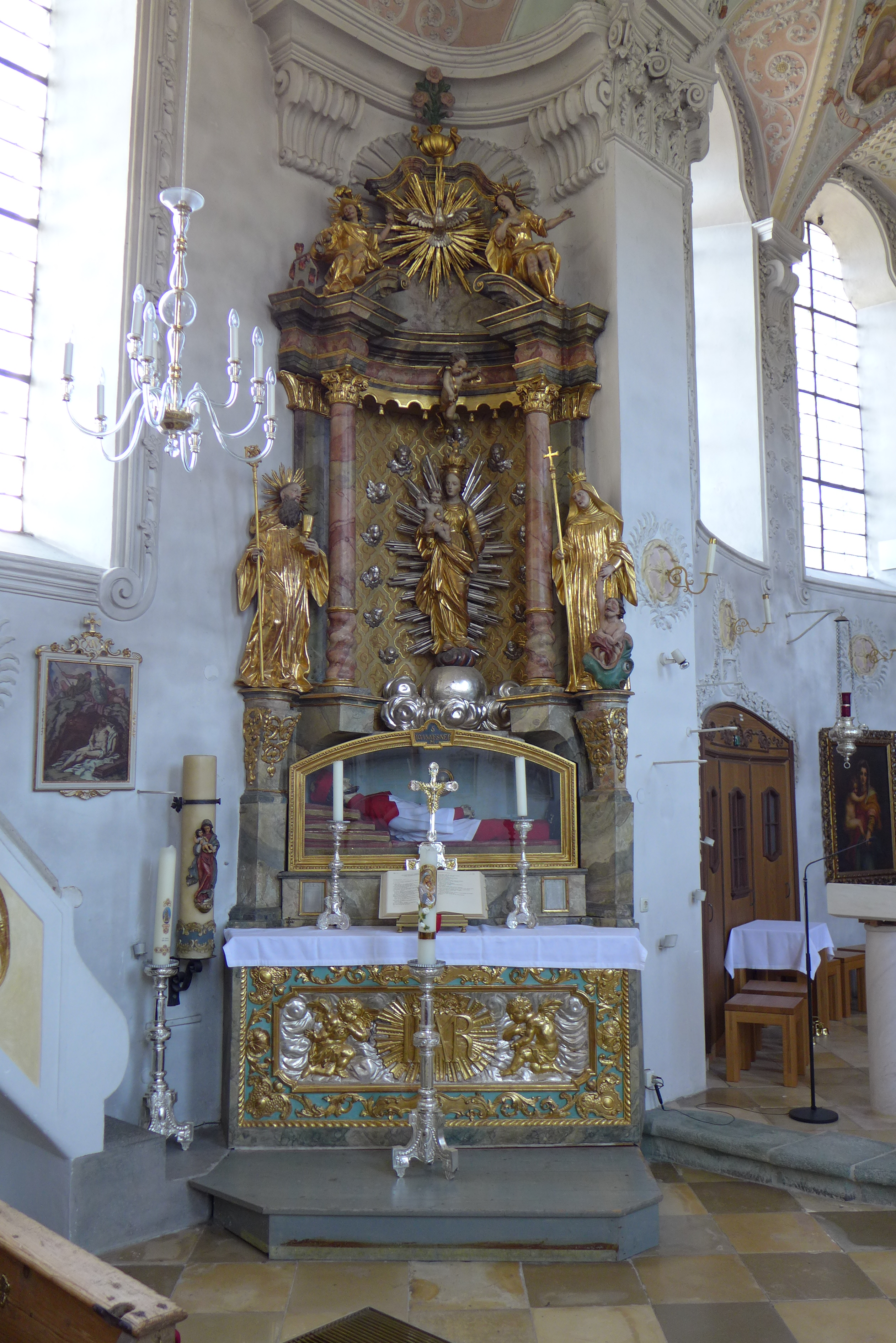
Linker Seitenaltar
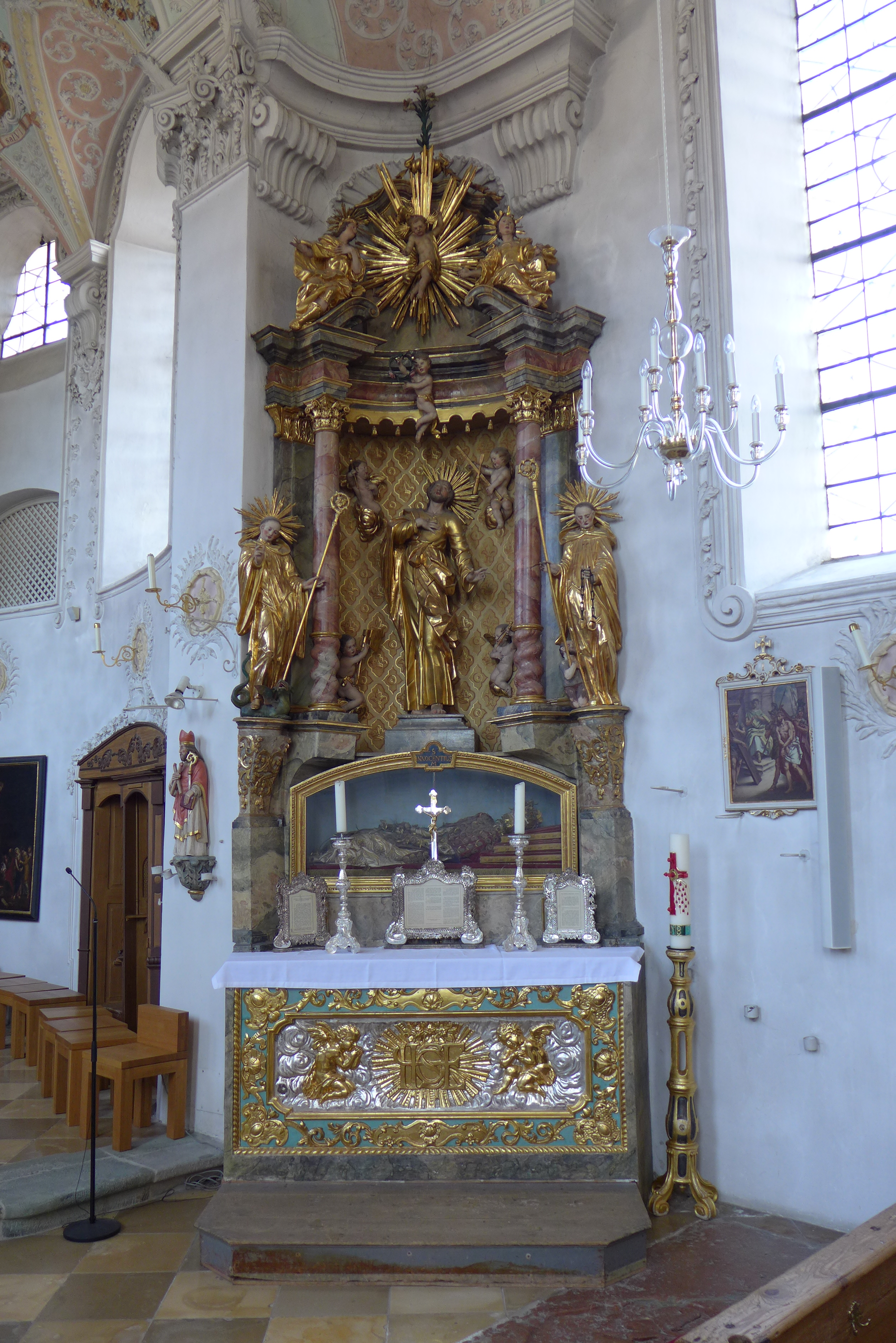
Rechter Seitenaltar
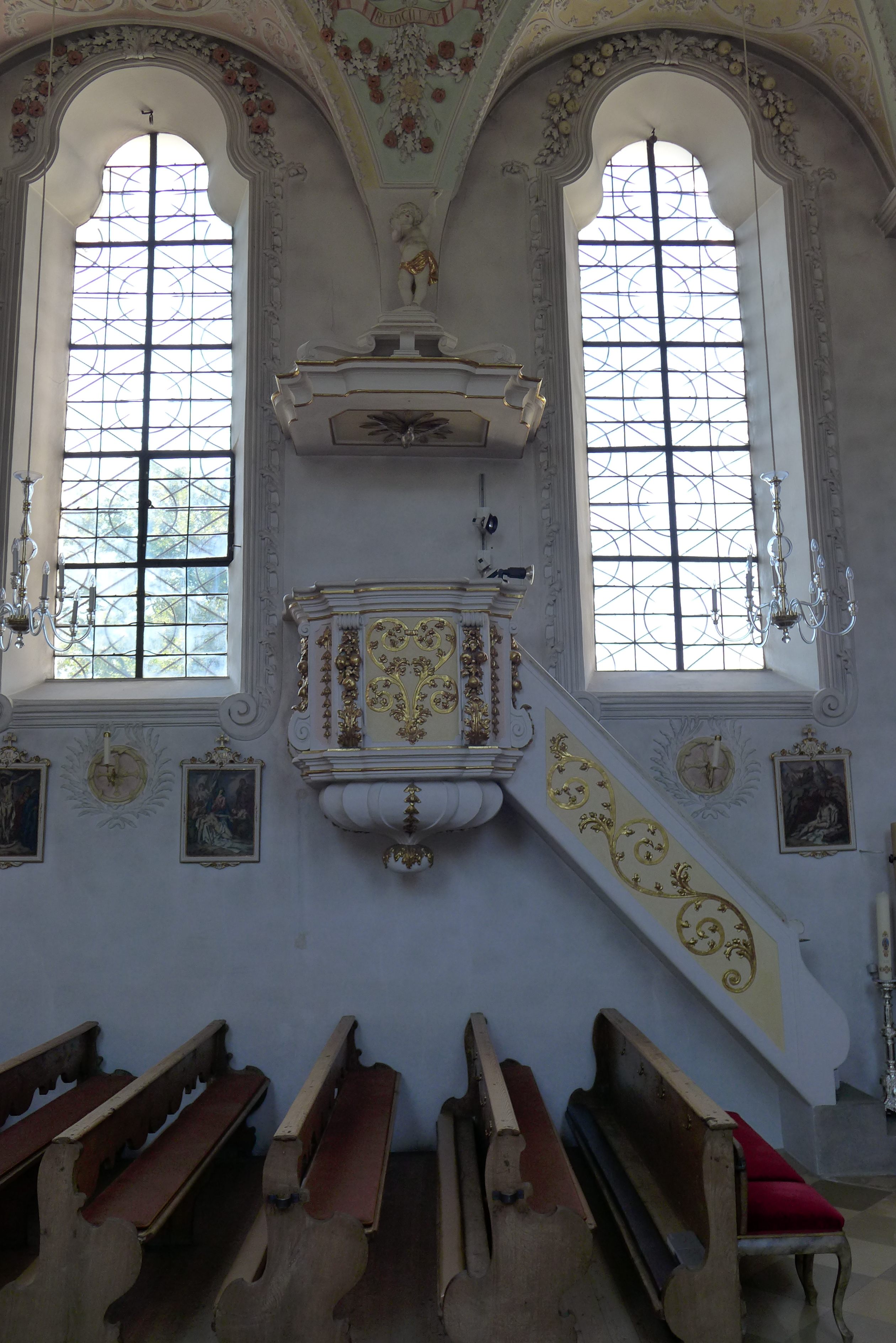
Kanzel
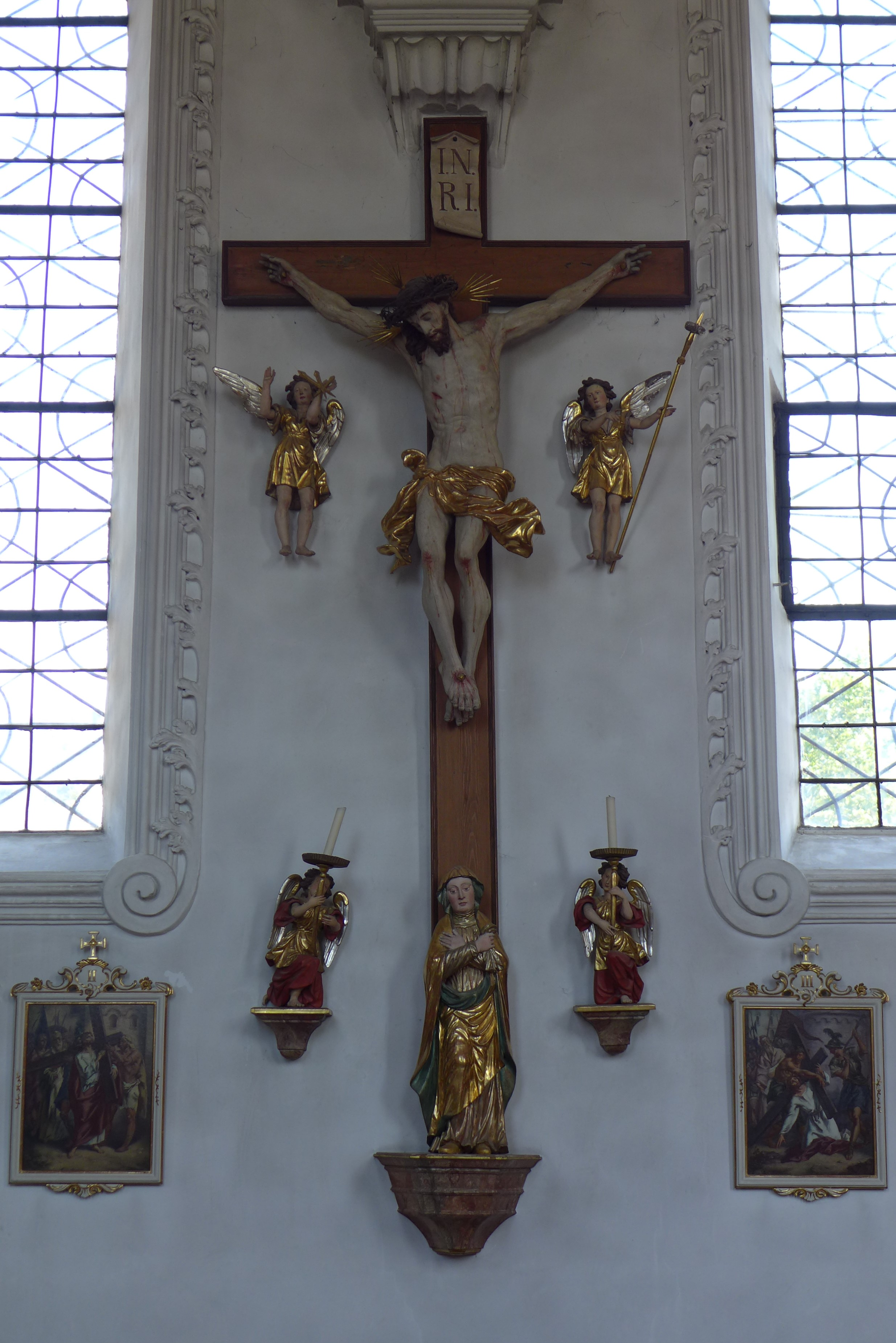
Kruzifix gegenüber der Kanzel